# Basquetebol da Associação Académica de Coimbra
A equipa de Basquetebol da Associação Académica de Coimbra é a secção que representa a dita agremiação em competições profissionais nacionais e internacionais, localizado em Coimbra, Portugal. Manda seus jogos no Pavilhão Multidesportos Dr. Mário Mexia com capacidade para 2.239 adeptos.[carece de fontes?] A equipa que possui ligação com a Universidade de Coimbra, teve seu auge nos anos 50 conquistando quatro títulos nacionais (1948-49, 1949-50, 1954-55, 1958-59). Atualmente disputa a LPB, correspondente ao escalão de elite das ligas portuguesas de basquetebol.

## Temporada por temporada
| Temporada | Nível | Liga    | Posição | Pós-temporada              |
| --------- | ----- | ------- | ------- | -------------------------- |
| 2007-08   | 2     | ProLiga | 6       | Semifinais                 |
| 2008-09   | 1     | LPB     | 5       | Semifinais                 |
| 2009-10   | 1     | LPB     | 5       | Quartas de finais          |
| 2009-10   | 1     | LPB     | 6       | Quartas de finais          |
| 2010-11   | 1     | LPB     | 3       | Semifinalista              |
| 2011-12   | 1     | LPB     | 7       | Quartas de finais          |
| 2012-13   | 1     | LPB     | 3       | Finalista                  |
| 2013-14   | 1     | LPB     | 12      | Desistiu após seis rodadas |
| 2014-15   | 3     | 1ª Div. | 4º      |                            |
| 2015-16   | 3     | 1ª Div. | 3º      |                            |
| 2016-17   | 3     | 1ª Div. | 1º      | Promovidofinalista         |
| 2017-18   | 2     | ProLiga | 11      |                            |
| 2018-19   | 2     | ProLiga | 6       |                            |
| 2019-20   | 2     | ProLiga |         | Promovido                  |
| 2020-21   | 1     | LPB     | 10      |                            |
| 2021-22   | 1     | LPB     | 12      | Baixa                      |

fonte:eurobasket.com

## Artigos relacionados
- Liga Portuguesa de Basquetebol
- Proliga
- Supertaça de Portugal de Basquetebol